# レーザー・レーサー
レーザー・レーサー（LZR Racer）は、

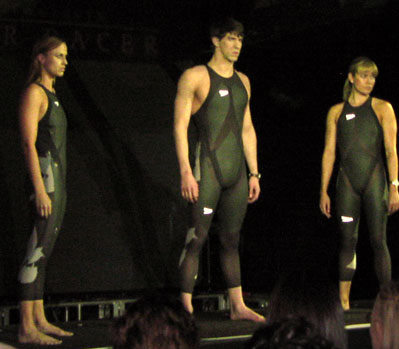
レーザー・レーサーを着用する米国選手達

1. 2008年に入り、この水着を着用した選手が次々と世界記録を連発したイギリスのSPEEDO社が開発した競泳用水着の特定モデル。本項で詳述する。
2. 上記も含め、SPEEDO社の競泳用水着のブランド名の一つ。最新モデルは常に国際水泳連盟の基準に合うように設計されている。

## 特徴
- アメリカ航空宇宙局(NASA)や、ニュージーランドのオタゴ大学、ANSYS社、オーストラリア国立スポーツ研究所(AIS)、自社研究所であるアクアラボや、その他多くの専門家の協力を得て開発された。
- 縫い目が無いのが特徴で抵抗が軽減され、撥水性にも優れる。生地を特殊な超音波を使って接着するため、一日に生産できるのは数十着と言われている。また、水着表面の一部にLZR Panels(ポリウレタン素材)が接着してあり、締め付け力が非常に高く、体の筋肉の凹凸を減らす効果を持つ。その締め付けの強さから、全身用スーツの場合は独力でジップバックをあげることが困難であり他人の手を借りる必要がある。初回の装着には時間はかかるが二回目以降よりそのような時間はかからない。
- デザインは、日本のブランドである「COMME des GARCONS」とコラボレーションしている。北京オリンピック公式デザインのデザイナーは川久保玲。斬新に描かれた「心」の文字は書家井上有一の書から。

## 着用問題

### 日本
北京オリンピックを前にした2008年5月の時点では、ゴールドウイン社がSPEEDOとのライセンス契約を行っていた。しかし日本水泳連盟はゴールドウインとは契約しておらず、そのままでは北京オリンピックで日本代表選手はレーザー・レーサーを着用できない。そこで日本水連はまず、「契約中の3社（ミズノ、デサント、アシックス）に改良を求める」との立場をとり、公式大会などで選手に試用させて比較を行ったうえ、6月10日を期日にレーザー・レーサーの使用を認めるかどうかを決めることとした。これを受け、各社は5月30日に改良型の水着を発表した。6月6日に行われたジャパンオープンではレーザー・レーサーを着た選手が日本記録を連発（北島康介は6月8日に世界記録を更新）、17の新記録のうち16がこの水着を着た選手によって生まれた。この結果を受け日本水連は6月10日、レーザー・レーサーの使用を認める方針を発表した。

### 北京オリンピック
北京オリンピックでは先進国を中心にトップクラスの選手のほとんどがレーザー・レーサーを着用した。この大会では世界記録・オリンピック記録が相次いで更新され、世界記録だけで23個が更新されている。
一方で、レーザー・レーサーは着用したすべての選手で効果が得られるわけではない。その締め付けの厳しさから、却ってタイムを悪くする選手もいた。柴田亜衣はアテネオリンピック800m自由形の金メダリストだが、レーザー・レーサーをテスト着用して出場した大会の記録はいずれも平凡なものだった。柴田は「arena」（デサント）と契約していたこともあって、本番ではレーザー・レーサーを着用しない意向を示していた。しかし多くの選手が方針を転換しこの水着の着用を表明、結局柴田も本番で着用した。北京オリンピックでの結果は予選35人中27位だった。
女子200m自由形で優勝したイタリアのフェデリカ・ペレグリニは、決勝ではレーザー・レーサーではなく、自国メーカー（ジャケド社）の製品を着用していた。

### 対抗商品
北京オリンピック前には、トップクラスの選手ですらレーザー・レーサーを入手しづらいという状況になっていた。
その間隙を突くように、ウエットスーツ用素材でトップクラスの山本化学工業が、「バイオラバースイム」（通称、たこ焼き水着）という新素材を開発。レーザー・レーサーへの対抗策を求められた国内外のメーカーに提供した。
レーザー・レーサーは北京オリンピック出場選手への供給が最優先され、それ以外の有力選手へはなかなか行き渡らない状態が続いていた。入手できなかった選手は、代替品として「バイオラバースイム」で作られた水着（ニュージーランドの「ブルーセブンティ」、日本・スポーツヒグ社製の「KOZ」など）を着用して大会に出場。一部では好成績を挙げている。
レーザー・レーサーは、2012年ロンドンオリンピックに向け、各社の水着開発競争に新たな一石を投じる結果となった。

### 2010年からの着用禁止
2009年7月24日に行われた、国際水泳連盟（FINA）の会議において、2010年より水着素材を布地のみに制限するルールが決定された。
そして2010年1月にFINAは競泳水着の規定の変更を最終決定した。これにより、水着の布地は「繊維を織る・編む・紡ぐという工程でのみ加工した素材」に限定され、水着が体を覆う範囲も、プール競技では男性用は臍から膝まで、女性用は肩から膝まで、オープンウォーター競技では男性用、女性用とも肩から踝までに制限された。 これにより、レーザー・レーサーおよび2008年頃に登場したいわゆる「新型水着」のような、ポリウレタンやラバーなどのフィルム状の素材を貼り合わせた水着、および2000年頃に登場した身体の広い面積を覆う水着の着用は、公式大会で禁止されることになった。